# Hezhou
Hezhou (chiń. upr. 贺州; pinyin Hézhōu) – miasto o statusie prefektury miejskiej w południowych Chinach, w regionie autonomicznym Kuangsi. W 2010 roku liczba mieszkańców miasta wynosiła 64 908. Prefektura miejska w 1999 roku liczyła 2 023 634 mieszkańców.